# Серебристая пыль
«Серебристая пыль» — советский художественный фильм, снятый в 1953 году режиссёром Абрамом Роомом по мотивам пьесы А. Якобсона «Шакалы».

## Сюжет
Фантастический политический фильм с элементами детектива, бичующий пороки загнивающего Запада: американскую военщину, милитаризм, расизм, продажные правосудие и науку, религиозное мракобесие и нечестную коммерцию и др.
Действие фильма разворачивается в США. Учёный Стил стремится в жизни только к одной цели — обогащению. Однажды профессор изобретает новое мощное оружие массового уничтожения людей — смертоносную радиоактивную серебристо-серую пыль. За право обладать изобретением Стила начинается борьба двух военно-промышленных трестов-гигантов с привлечением гангстеров. Стил гибнет. Его старший сын Аллан придает гласности чудовищное изобретение отца, а младший сын Гарри, член фашистской партии, становится первой жертвой смертоносного действия серебристой пыли.

## В ролях
- Михаил Болдуман — профессор Самуэль Стил
- Софья Пилявская — Дорис Стил
- Валентина Ушакова — Джен, дочь Дорис
- Николай Тимофеев — Аллан О’Коннел, старший сын Дорис
- Всеволод Ларионов — Гарри, младший сын Дорис Стил
- Владимир Белокуров — Эптон Брюс, Президент Южного химического треста
- Александр Шатов — мистер Мек Вуд, Президент Восточного химического треста
- Ростислав Плятт — МакКеннеди, генерал
- Григорий Кириллов — Курт Шнейдер, учёный-физиолог
- Александр Ханов — Чарлз Армстронг, доктор
- Валерий Лекарев — Гидеон Смит, пастор
- Геннадий Юдин — Дик Джонс, учёный-физик
- Зана Занони — Мери Робинсон, горничная-негритянка
- Джим Колмогоров — Бен Робинсон, сын мэри
- Александр Пелевин — Джо Твист
- Лидия Смирнова — Флосси Бейт, проститутка
- Осип Абдулов — шериф Смайлс
- Сергей Ценин — губернатор Говард
- Надир Малишевский — мулат Джек
- Роберт Росс — негр на митинге
- Фёдор Одиноков — помощник шерифа